# 麵團臉
「麵團臉」（英語：doughface）一詞，本指以麵團塑成的面具，後用以擯斥「身段柔軟」「可塑性極高」的人，尤指政客而言。1847年出版的韋氏字典將「麵團臉主義」（doughfacism）定義為「自願被心志堅強的人牽著鼻子走」。在美國內戰爆發前的數年中，於政爭中傾向南方立場的北方人就被叫成「麵團臉」，特別是在民主黨內與南方民主黨合流而疏遠黨內主流的黨內北方人。

## 詞語起源
這種形容法由維吉尼亞州聯邦眾議員約翰·倫道夫在密蘇里妥協案辯論期間提出，他看輕投票支持南方立場的北方人。用歷史學家李奧納德·理查茲(Leonard Richards)的話來說，倫道夫當這些人是「軟骨頭、沒膽量、半吊子」，而作出這樣的評價：
他們連對自己的麵團臉都會怕—對，他們就是連自己的麵團臉都怕！—我們制住他們了，而且就算還得再多三個，我們照樣能弄到手：沒錯，就算不成，也還能再來三個良心、道德、和信仰全都直達「北緯三十六度三十分」的。

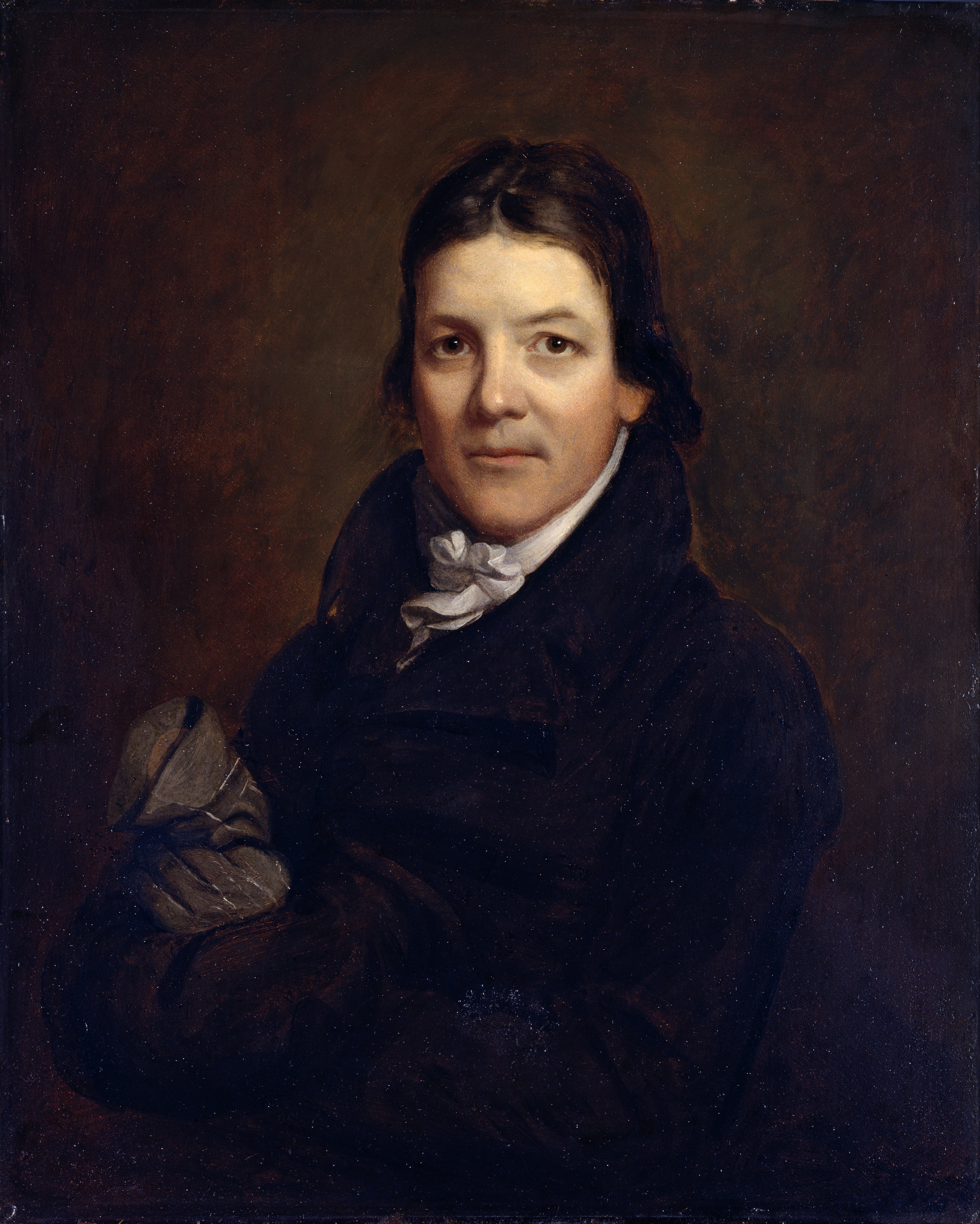
約翰·倫道夫肖像

其實倫道夫所說的可能是同音的“鹿臉(doe faces)”。倫道夫是名獵人，有時還帶著獵犬進國會。將所鄙視的人稱之為鹿臉，可能是倫道夫自己的用法，來指斥這些人的軟弱。
1820年，17個「麵團臉」促成了密蘇里妥協案。1836年，60名南北方的國會議員投票通過一項封口令，讓眾議院擱置受理所有的廢奴請願。1847年，27名北方議員與南方陣營合流，反對威爾莫特但書。1850年，35名議員支持制定更強有力的逃亡奴隸法。到了1854年，由於南方改變了對密蘇里妥協案的立場，58名的北方議員支持在堪薩斯-內布拉斯加法案中撤消該妥協案。

## 1850年代
「麵團臉」一詞雖起於眾議院，但最終是在美國參議院大大發揮其影響力。北方快速的人口增長使其在眾議院掌握多數；但參議院中的奴隸州和自由州勢均力敵，只需有若干北方人支持南方，就能制衡眾議院。顯例即為1846年和1847年的威爾莫特但書表決。該但書在眾議院通過後，復遭參議院否決。
對於這些麵團臉，許多南方人和倫道夫抱持著相同看法——軟弱且缺乏對生涯志業的道德堅持，只有政治權謀，不知在什麼樣的關鍵時刻會表現得不可靠。理查茲將1820年至1860年間的320名國會議員歸為麵團臉。亞伯拉罕·林肯之前的兩任美國總統富蘭克林·皮爾斯和詹姆斯·布坎南通常也被當成麵團臉。林肯則稱史蒂芬·A·道格拉斯為“當中最糟不可言的麵團臉”，儘管他在1857年為堪薩斯州的萊康普頓憲法而脫黨。其他類似的麵團臉還有禁言令的制定者查爾斯·高登·亞瑟頓，和內戰期間唯一因叛國罪而遭開除的北方參議員傑西·大衛·布萊頓。
以南方的立場而言，「麵團臉」的終極弱點在於主權在民上的爭議。南北的民主黨人在《堪薩斯-內布拉斯加法案》頒布的當下都接受以主權在民作為維護州權的正當立場。該法案抗拒中央集權，確保境內各州在公平競爭。道格拉斯和許多北方民主黨人一路支持主權在民，堅持到1860年。反過來說，南方人看到北方廢奴的聲勢日益浩大。所以到了1850年代末，光是阻止聯邦政府介入州內事務已不再令人滿意，南方還堅持要求聯邦要作出干預，保護奴隸制，阻止屬地在備好州憲申請建州前決定廢奴或蓄奴。道格拉斯等北方民主黨人無法與南方合流到這種程度，這些「麵團臉」失去自身挺當區域性妥協的作用。

## 現代用法
小亞瑟·史列辛格於其生命力中心：自由政治一書中將此詞語套用到美國現代自由主義中，論說在這場運動有一部份是對於約瑟夫·史達林所領導的蘇聯採取綏靖政策。

## 備註
1. ↑  Vintage Vocabulary, accessed 22 April 2007 at .   [2007-04-23]. （原始内容存档于18 May 2011）.
2. 1 2  Richards p. 86
3. 1 2  Richards pp. 85–86
4. 1 2  Richards pp. 86–87
5. ↑  Richards p. 106
6. ↑  Holt, Michael F.; Fitzgibbon Holt, Michael; Schlesinger, Jr., Arthur M; Wilentz, Sean. . Macmillan. 2010. ISBN 978-0805087192.
7. ↑  Richards p. 109
8. ↑  Morrison p. 143
9. ↑  Morrison pp. 219–241
10. ↑  Greenberg, David. . The New Republic. 2009-04-09: 3  [2009-04-17].

## 外部連結
- The Northern Doughface: A Case Study in Historical Relevance
- A Presidential Doughface